# Desetiški številski sistem
Desetiški (decimalni) številski sistem je številski sistem z osnovo 10. V tem sistemu so uporabljene števke 0, 1, 2, 3, 4, 5, 6, 7, 8 in 9 in je danes praktično edini številski sistem, ki ga v splošnem uporabljajo ljudje. Na posameznih ožjih področjih človeških dejavnosti pa se uporabljajo tudi drugi sistemi. Osnova deset je zelo verjetno posledica dejstva, da imajo ljudje 10 prstov, čeprav so se v zgodovini uporabljali tudi druge osnove npr. 8, 60, 20.